# Wilhelm Gottlieb Tilesius von Tilenau
Wilhelm Gottlieb Tilesius von Tilenau (Mühlhausen, 17 de julho de 1769 – Mühlhausen, 17 de maio de 1857) foi um médico, explorador e naturalista alemão.